# Sergei Pawlowitsch Tschaplin
Sergei Pawlowitsch Tschaplin (russisch Сергей Павлович Чаплин; * 10. Oktober 1905 in Mignowitschi, Oblast Smolensk; † 14. Februar 1942) war Offizier des sowjetischen Auslandsgeheimdienstes. Er starb als Opfer des Stalinschen Terrors mit 36 Jahren im GULag.

## Jugend
Sergei Tschaplin wurde als dritter von vier Söhnen des damaligen Priesters Pawel Pawlowitsch Tschaplin und dessen Frau, der Dorfschullehrerin Wera Iwanowna geboren. Mit dreizehn war er schon Kurier und mit vierzehn Expedient des Komsomol-Stadtkomitees von Smolensk. 1921 bis 1924 besuchte Sergei die Arbeiter-Fakultät. Danach war er zwei Jahre bei der Baltischen Flotte. 1926 bis 1927 war er an der Militärschule der Marineflieger in Sewastopol.
Bereits als 15-Jähriger war Sergei von seinem Bruder Nikolai für die OGPU angeworben worden.

## Tätigkeit
Schon 1928 zeichnete sich der Praktikant Sergei Tschaplin im Fall der gefälschten Tscherwonzen aus. Diese waren von Weißgardisten in Deutschland gedruckt und unter Nutzung ebenfalls gefälschter Ausweispapiere in die Sowjetunion gebracht worden, um diese zu schwächen. Dabei waren sie von deutschen Geheimdienstlers unterstützt worden, was ebenfalls bekannt wurde.
Danach wurde Tschaplin zum Mitarbeiter der Spionageabwehr befördert. Was er von 1929 bis 1933 tat, ist nicht bekannt, da die Geheimdienstarchive noch nicht zugänglich sind. Ab Mai 1933 ist Tschaplin unter diplomatischem Deckmantel und dem Namen Borissow zunächst in Finnland tätig, um Material über die militärischen Bauarbeiten an der finnisch-sowjetischen Grenze zu sammeln. 1934 wird er enttarnt und ausgewiesen. 1935 und 1936 ist er in Leningrad als Beauftragter der Spionageabwehr für das finnische Konsulat zuständig und zur „Bekämpfung von rechts-trotzkistischen, konterrevolutionären Elementen“ eingesetzt – jedoch ohne Erfolg. Danach ist er – wie schon in Helsinki mit seiner Frau und beiden Kindern – in Tallinn bis Dezember 1939 tätig. Dort erfuhr er am 29. Juni 1937 von der Verhaftung seines Bruders Nikolai und fuhr sofort nach Moskau.

## In Haft
Am 1. Juli 1937 wurde Sergei Tschaplin in den Räumen des NKWD in Leningrad verhaftet. und nach einem Monat ins Kresty-Gefängnis gebracht. Die Ermittlungen gegen ihn währten danach 25 Monate. Zunächst wurde ihm vorgeworfen, sein Bruder Nikolai habe ihn in eine konterrevolutionäre Organisation hineingezogen. Bereits am 11. Juli 1937 wurde er als Feind des Volkes aus der Partei ausgeschlossen. Am 3. Januar 1938 wird ihm zusätzlich vorgeworfen, Mitglied einer konterrevolutionären Organisation an der Murmanbahn gewesen zu sein und eine terroristische Tat vorbereitet zu haben. Man liest ihm die ihn angeblich belastenden Geständnisse seiner Brüder Nikolai und Viktor vor, doch Sergei weist alle Vorwürfe zurück. Am 23. September 1938 zieht man den Vorwurf der Teilnahme an der Vorbereitung eines Anschlags auf den Volkskommissar für das Verkehrswesen, Kaganowitsch zurück, da er sich zur fraglichen Zeit nachweislich im Auftrag des NKWD im Ausland befunden hatte, weshalb er nicht zum Tod verurteilt wurde. In der Nacht vom 27. zum 28. Januar 1939 wurde Sergei Tschaplin nach seinen eigenen Worten gequält „wie in einer Folterkammer der Faschisten“, bis er gestand, was er gestehen sollte.  Am 3. April widerrief er die Aussagen, da er sie unter Folter gemacht hatte.
Ab dem 23. Juli 1939 lag sein Fall dem Sonderkollegium des NKWD vor. Am 29. Juli schrieb er im Kresty einen Brief an den Volkskommissar für Innere Angelegenheiten, Berija, in dem er beteuerte, „kein Volksfeind, kein Konterrevolutionär, sondern ein ehrlicher und überzeugter Bolschewik“ zu sein. Er erklärte ferner, dass er gefoltert worden war, und nannte die Namen der Folterer. Dennoch wurde er zu zehn Jahren Zwangsarbeit verurteilt.
Bereits im Kresty hatte er unter den Mitgefangenen den Schauspieler Georgi Stepanowitsch Schschonow kennengelernt, der unter dem Vorwurf der Spionage zu fünf Jahren Arbeitslager verurteilt wurde. Beide wurde Anfang September 1939 deportiert und blieben auf der Transsib in einem Wagen des Transportzuges bis Wladiwostok zusammen. Auf der Überfahrt von dort per Schiff nach Magadan drohte wegen des Durstes unter den Häftlingen an Bord eine Rebellion. Der Kapitän setzte den Laderaum unter Wasser mit dem Ergebnis, dass die Ruhr ausbrach, an der Hunderte Gefangene starben. Magadan am Ochotskischen Meer war der östliche Endpunkt der Kolymatrasse, die bei Jakutsk an der Lena begann. Mit dem Lkw ging es 47 km bis zu einem Holzschlagbetrieb. Wegen ihrer Kenntnisse wurden Schschonow und Tschaplin aber auch als Autoschlosser und Chauffeure eingesetzt. Nach einem Jahr wurde Tschaplin zum Holzfällen ins Lager Butugytschag verlegt. Dort beschuldigte ihn der NKWD-Offizier Pinajew Ende Juni 1941, er verbreite „unter den Häftlingen des Lagers systematisch konterrevolutionäre Hetzreden auf die Führer der Partei und der sowjetischen Regierung sowie zahlreiche Lügen bezüglich von der sowjetischen Regierung und der Partei durchgeführte Maßnahmen“. Weiter geht aus der „Lagerakte zu Verfahren Nr. 5677“ hervor, dass drei Häftlinge zu diesen Beschuldigungen gegen die Häftlinge Tschaplin, Bersin und Schurawljow Aussagen beisteuerten, die zudem darin gipfelten, dass diese beabsichtigten sich „an der Sowjetmacht zu rächen“. Am 20. August 1941 wurden die drei Angeklagten vom Tribunal in Ust-Omtschug um Tode verurteilt. Schurawljow und Bersin wurden am 21. September 1941 erschossen, Tschaplin hingegen nach den offiziellen Angaben erst am 14. Februar 1942.
Sein Urteil war wohl revidiert und in zehn weitere Jahre Zwangsarbeit umgewandelt worden, denn Georgij Schschonow traf ihn in der Kassiteritgrube Werchni nahe Kilometer 406 der Kolymatrasse wieder. An einem Frühherbsttag erschoss ein Aufseher aus nichtigem Anlas einen Häftling. Die Lagerobrigkeit kam dazu, darunter der Operativbevollmächtigte des Lagers Orotukan namens Woron. Dieser befragte den Schützen, wobei er ihm nahelegte, der Erschossene habe einen Fluchtversuch unternommen, was der Aufseher bestätigte. Für Woron war damit die Sache erledigt. Doch da trat Sergei Tschaplin vor und forderte die Bestrafung des Mörders sowie für die Zukunft menschliche und verantwortungsvolle Behandlung der Gefangenen. Woron ließ Tschaplin in den Karzer stecken. Am nächsten Morgen jagte Woron, zu Pferde und die Peitsche schwingend, Tschaplin vor den Augen aller zur Grube 17. Danach hat Schschonow Tschaplin nicht mehr gesehen und nichts mehr über ihn erfahren. Aufgrund dieses Augenzeugenberichtes bezweifelt Ryklin das amtlich angegebene Todesdatum seines Großvaters.

## Familie
Tschaplins Ehefrau Wera Michajlowna Tschaplina, geborene Lewintowa, unterrichtete Russische Literatur. Sie unterstützte ihren „früheren Mann“ stets finanziell und durch Pakete. Ansonsten hielt sie sich zurück, um weiter für die beiden Töchter sorgen zu können, von denen Sergei die eine – gegen den Protest der Mutter – Stalina nennen ließ. Diese heiratete den Militärarzt Kusma Ryklin und hatte mit ihm den Sohn Michail Kusmitsch Ryklin.
Von seinen Brüdern Alexander, Nikolai und Viktor, wurde Nikolai im Zuge der Stalinschen „Säuberungen“ erschossen und Viktor überlebte langjährige Zwangsarbeit.